# Dinarmus simus
Dinarmus simus är en stekelart som först beskrevs av Girault 1915.  Dinarmus simus ingår i släktet Dinarmus och familjen puppglanssteklar. Inga underarter finns listade i Catalogue of Life.